# برج میل تی هله
بقایای برج میل تی هله مربوط به دوران‌های تاریخی پس از اسلام است و در شهرستان خرم‌آباد، بخش مرکزی، شمال دره خرم‌آباد واقع شده و این اثر در تاریخ ۱۲ بهمن ۱۳۸۱ با شمارهٔ ثبت ۷۱۱۱ به‌عنوان یکی از آثار ملی ایران به ثبت رسیده است.